# P-Arken

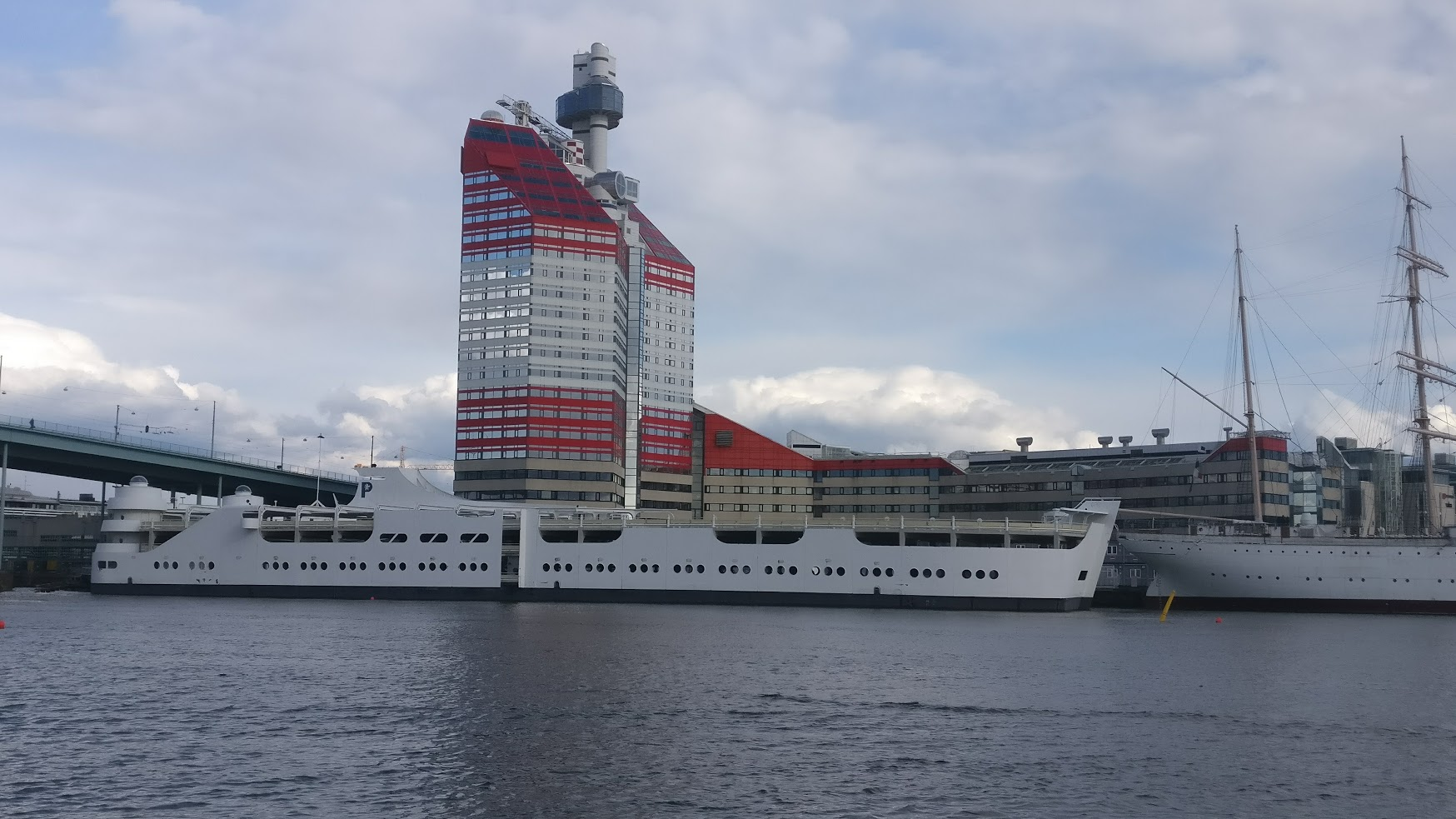
P-Arken vid Götaälvbron

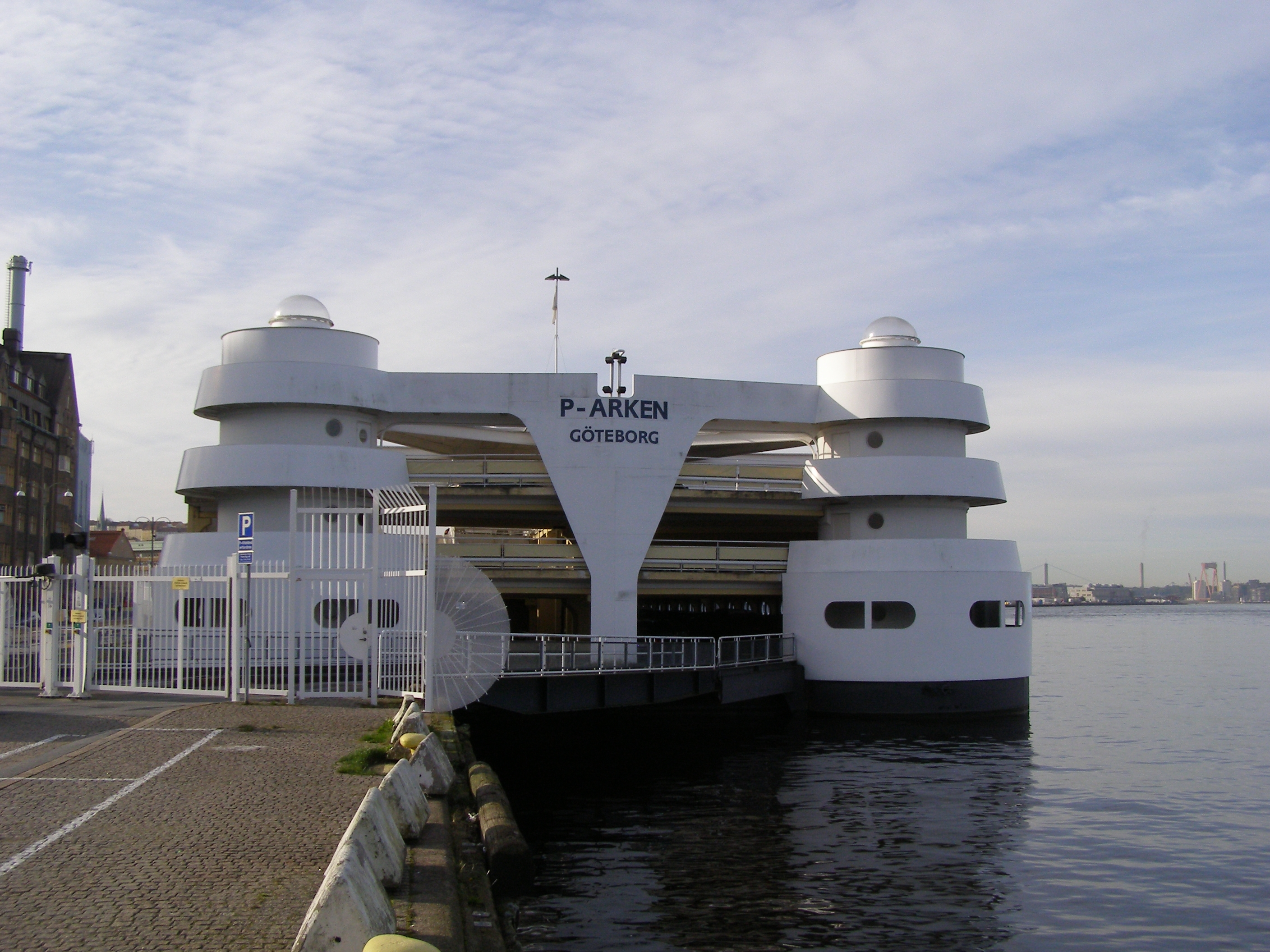
Infarten till P-arken.

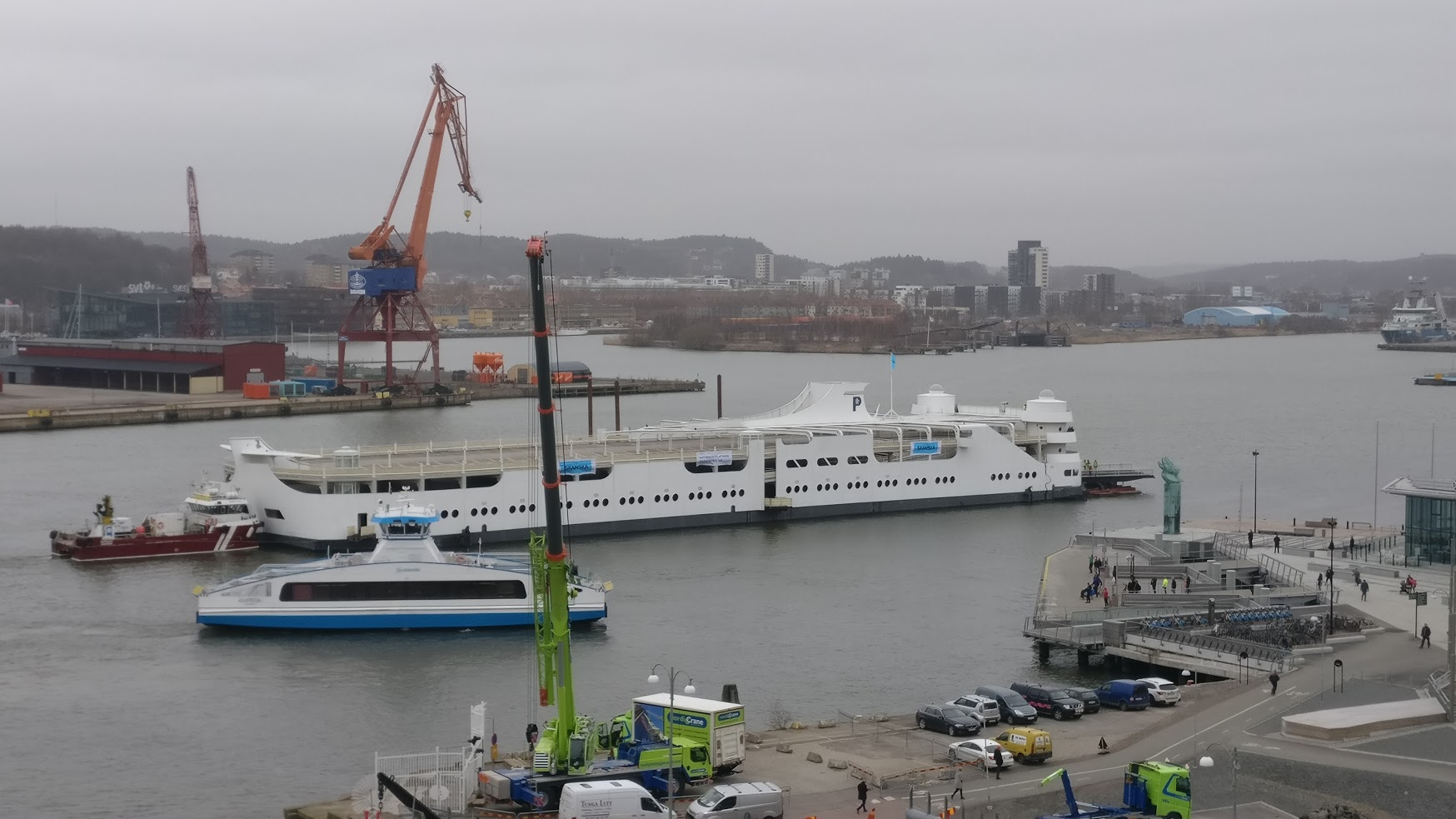
P-Arken bogseras nordöst mot Lilla Bommen

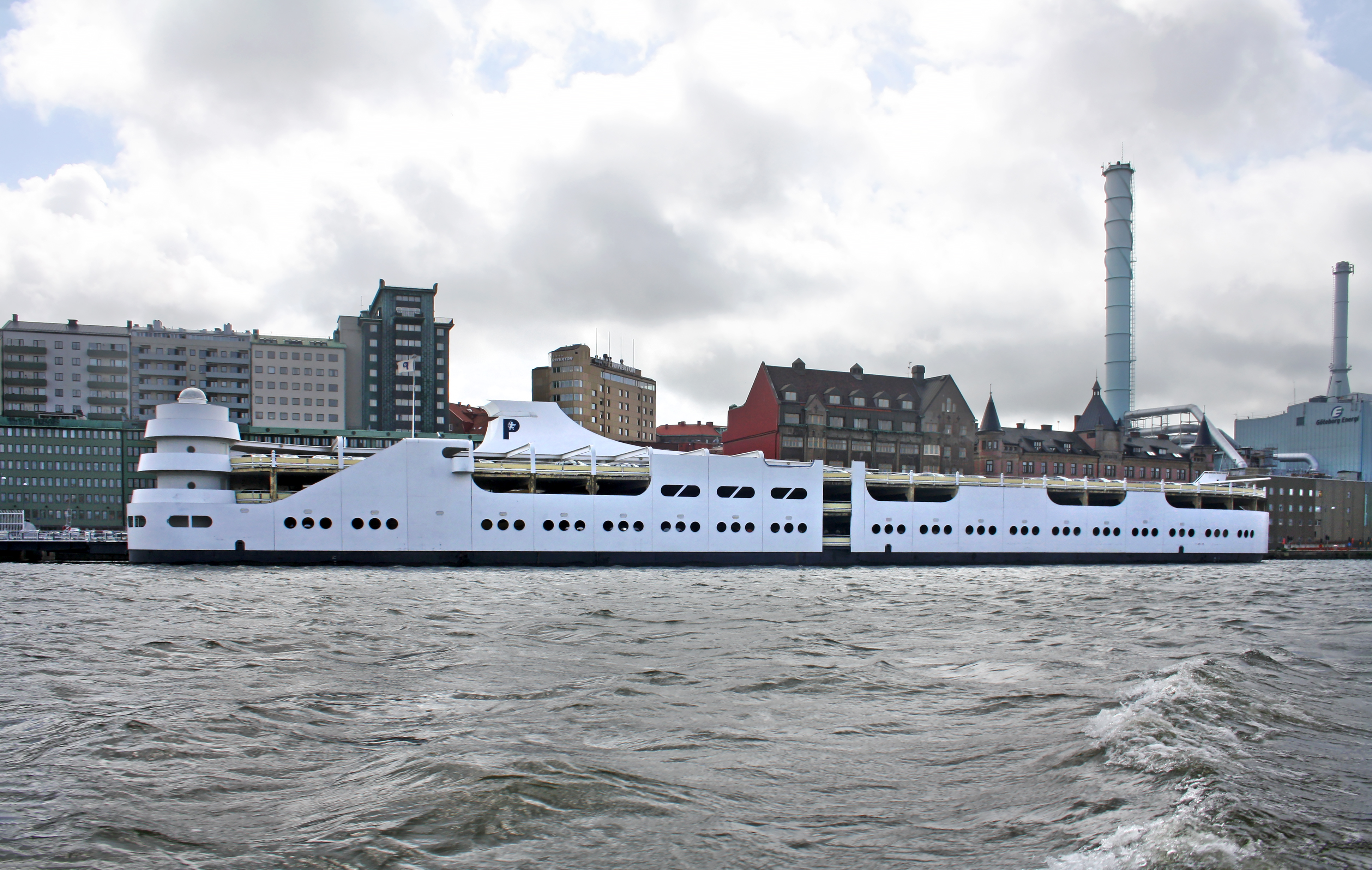
P-arken förtöjd vid dess gamla position vid Masthuggskajen sedd från Göta älv.

P-Arken är en flytande parkeringsbåt som är förtöjd utanför Lilla Bommen i Göteborg i Göta älv och byggdes under 1991. Båtens ombyggnad och design ritades av arkitektkontoret Abako och rymmer 403 bilar. Båtens pråm kommer ursprungligen från Korea och 1970-talet. P-Arken administreras av Göteborgs Stads Parkeringsaktiebolag.
Båten flyttades 16 mars 2017 ifrån Skeppsbron, Göteborg till sin nuvarande plats Lilla Bommen.